# Jan Roiński

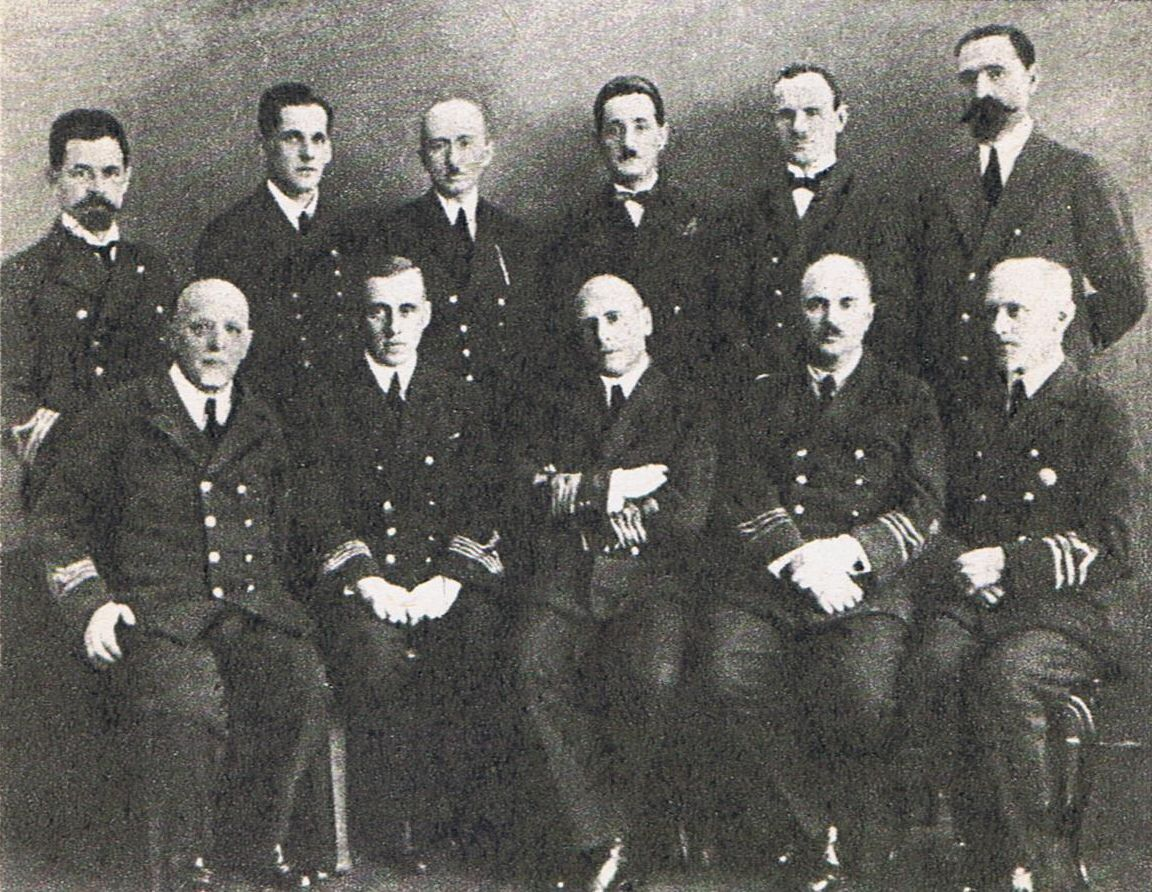
Jan Roiński wśród wykładowców Szkoły Morskiej w Tczewie (siedzi pierwszy z prawej strony).

Jan Jakub Ludwik Roiński (ur. 25 lipca 1878 we Lwowie, zm. 1942 w Kapsztadzie) – polski oficer marynarki, komandor porucznik, profesor Szkoły Morskiej w Tczewie.
Uczęszczał do gimnazjum w Melk (Austria), w 1897 zdał maturę (z wyróżnieniem) i podjął naukę w Szkole Konsularnej w Wiedniu; po dwóch semestrach przeniósł się do Szkoły Intendentów Morskich w Poli (Puli). W maju 1902 otrzymał stopień oficerski komisarza-adiunkta, a służbę zakończył w grudniu 1906 w stopniu porucznika intendentury. Jednocześnie studiował na Uniwersytecie Wiedeńskim prawo i języki obce; po wystąpieniu z wojska wyjechał na dalszą naukę do Anglii i Francji (m.in. w Oxfordzie, Cambridge i Caen) i pracował w Anglii jako nauczyciel języków francuskiego, włoskiego i niemieckiego.
W 1914 został (za pośrednictwem konsulatu austro-węgierskiego w Anglii) zmobilizowany i służył w szpitalu w Poli, dochodząc do stopnia kapitana intendentury. Uzyskał w tym okresie absolutorium z filozofii na Uniwersytecie Wiedeńskim. Jeszcze w czasie I wojny światowej przeniósł się do Lwowa, brał udział w walkach z Ukraińcami. W styczniu 1919 zgłosił się do polskiej Marynarki Wojennej i został przyjęty w stopniu kapitana. Pracował m.in. w Przedstawicielstwie do Spraw Wojskowych i Morskich przy Komisariacie Generalnym RP w Gdańsku, gdzie korzystano z jego umiejętności językowych. W październiku 1920 został wykładowcą języka angielskiego utworzonej właśnie Szkoły Morskiej w Tczewie, kierował także Komisją Gospodarczą tej szkoły. Został zweryfikowany jako podpułkownik marynarki (później komandor porucznik). W maju 1922 Szkoła Morska przeszła pod zwierzchność Ministerstwa Przemysłu i Handlu, a Roiński został w związku z tym zdemobilizowany i otrzymał status urzędnika państwowego; kontynuował zajęcia w szkole do 1927.
W 1927 przeniósł się na stałe do RPA, do Kapsztadu (ze względu na zdrowie). Pracował tam jako tłumacz i nauczyciel języków, w 1930 został pierwszym tłumaczem przysięgłym języka polskiego w miejscowym Sądzie Najwyższym. Był korespondentem „Ilustrowanego Kurjera Codziennego”, w którym relacjonował m.in. pobyt w Durbanie „Daru Pomorza” (1934/1935). Krótko przed wybuchem II wojny światowej został attaché prasowym konsulatu polskiego. Jego kapsztadzka willa była ośrodkiem pomocy dla polskich uchodźców i żołnierzy. Zmarł w 1942 na udar serca.

## Rodzina
Był najmłodszym synem prezesa lwowskiej Izby Adwokackiej Emanuela i Ksawery z Kralów. Jego starszy brat Albert (ur. 1875, zm. po 1939) był kapitanem marynarki w armii austro-węgierskiej, uczestnikiem I wojny światowej, w Polsce zweryfikowanym jako komandor porucznik, Kolejny brat Emil Karol był prawnikiem i prowadził kancelarię adwokacką we Lwowie odziedziczoną  po ojcu. Był żonaty z Angielką Hildą Nicholson-Bradley (od 1907), miał dwoje dzieci (syna Jana Tadeusza i córkę Elżbietę).